# Zásada
Zásada je městys v okrese Jablonec nad Nisou v Libereckém kraji, zhruba šest kilometrů severně od Železného Brodu a osm kilometrů jihovýchodně od Jablonce nad Nisou. Žije zde 914 obyvatel.

## Historie
První písemná zmínka o Zásadě pochází z roku 1356.
Od 20. ledna 2005 obec užívá vlajku a znak. K 10. říjnu 2006 byl obci vrácen status městyse.
V městysi působí dílna Veselá světýlka jejíž výrobky získaly značku Regionální produkt Jizerské hory.

## Pamětihodnosti
- Kaple svatého Prokopa (u hřbitova)
- Socha sv. Jana Nepomuckého
- Stará škola pod kaplí (typická roubená stavba)
- Přírodní památka Zásada pod školou

## Osobnosti
Své mládí zde prožil český herec Michal Pavlata.